# American Pie (pjesma)
"American Pie" je Madonnina obrada velikog hita Don McLeana. Madonna je snimila pjesmu za soundtrack za film Neka druga ljubav (2000) u kojem je tumačila glavnu ulogu. Kao komercijalno izdanje je pjesma izdana u ožujku 2000. Madonnina obrada je bila kraća nego izvorna pjesma (sadrži samo početak prve strofe, te cijelu drugu i šestu), te je snimljena u dance-pop verziji. Don McLean je hvalio obradu te ju prozvao "darom božice", te da je ova obrada "mistična i senzualna".
Zbog velikog uspjeha singla, pjesma je uključena kao bonus na osmom studijskom albumu Music (2000), osim u Sjevernoj Americi. Madonna je u razgovoru za BBC rekla kako je namjerno izostavila ovu pjesmu na kompilaciji najvećih hitova GHV2 jer je htjela kazniti to što je diskografska kuća uključila pjesmu na album Music gdje nije pripadala.

## Uspjeh singla
Obradu su snimili Madonna i William Orbit, koji su prethodno radili na Madonninom sedmom studijskom albumu Ray of Light (1998) i na singlu "Beautiful Stranger" (1999). Pjesma je izdana u ožujku 2000., te je postala veliki svjetski hit. Na prvo mjesto ljestvica se popela u Ujedinjenom Kraljevstvu, Kanadi, Australiji, Italiji, Njemačkoj (što je njezin prvi broj 1 nakon "La Isla Bonita"), Švicarskoj, Austriji i Finskoj. Singl je bio 19. najprodavaniji u UK u 2000. godini. Kao singl nikada nije izdan u Sjedinjenim Državama, ali bez obzira na to, pjesma je dospjela na 29. mjesto Billboard Hot 100 samo na osnovi airplaya.

## Glazbeni video
Glazbeni video za pjesmu je snimio Philipp Stölzl, a oslikava razne živote Amerikanaca, uključujući i scene lezbijskih poljubaca, što je rezultiralo cenzuriranjem videa na određenim glazbenim TV postajama u Sjedinjenim Državama. Postoje dvije službene verzije videa. Prva inačica je izdana kao svjetska službena inačica, a pojavljuje se na kompilaciji videa Celebration. Druga inačica je snimljena kao "Humpty Remix", odnosno kao ubrzana dance inačica. Ova se inačica pojavljivala na MTV-jevim dance kanalima u Sjedinjenim Državama u svrhu promocije filma Neka druga ljubav u kojem su glave uloge igrali Madonna i Rupert Everett. Sadrži potpuno drugačije snimke i scene, a izbačena je i scena lezbijskog poljupca. Everett se nalazi kao prateći vokal u pjesmi, pa se pojavljuje i u videu.

## Popis formata i pjesama
| Britanski CD singl 1 (9362 44839 2) Australski CD singl 1 (9362-44839-2) 1. "American Pie" (Album Version) - 4:33 2. "American Pie" (Victor Calderone Filter Dub Mix) - 6:06 3. "American Pie" (Victor Calderone Vocal Dub Mix) - 6:17 Britanski CD singl 2 (9362 44840-2) Australski CD singl 2 (9362-44840-2) 1. "American Pie" (Album Version) - 4:34 2. "American Pie" (Richard "Humpty" Vission Radio Mix) - 4:29 3. "American Pie" (Richard "Humpty" Vission Visits Madonna) - 5:44 Britanski CD singl 3 (W519CD3) 1. "American Pie" (Victor Calderone Vocal Club Mix) - 9:07 2. "American Pie" (Victor Calderone Extended Vocal Club Mix) - 10:35 3. "American Pie" (Richard "Humpty" Vission Visits Madonna) - 5:43 4. "American Pie" (Richard "Humpty" Vission Radio Mix) - 4:27 5. "American Pie" (Album Version) - 4:33 | Europski 12" vinyl (9362 44865 0) Američki 12" promotivni vinyl (PRO-A-100115) - A1 "American Pie" (Victor Calderone Vocal Club Mix) - 9:07 - B1 "American Pie" (Victor Calderone Extended Vocal Club Mix) - 10:35 Njemački CD singl (9362 44837 2) 1. "American Pie" (Album Version) - 4:33 2. "American Pie" (Richard "Humpty" Vission Radio Mix) - 4:27 3. "American Pie" (Victor Calderone Filter Dub Mix) - 6:06 4. "American Pie" (Richard "Humpty" Vission Visits Madonna) - 5:43 |

## Službene verzije
- Richard "Humpty" Vission Radio Mix
- Richard "Humpty" Vission Visits Madonna
- Victor Calderone Filter Dub Mix
- Victor Calderone Vocal Club Mix
- Victor Calderone Extended Vocal Club Mix
- Victor Calderone Vocal Dub Mix

## Uspjeh na ljestvicama
| Ljestvica                          | Pozicija |
| ---------------------------------- | -------- |
| Australija                         | 1        |
| Austrija                           | 3        |
| Belgija (Flandrija)                | 6        |
| Belgija (Valonija)                 | 7        |
| Europa                             | 1        |
| Finska                             | 1        |
| Francuska                          | 8        |
| Irska                              | 2        |
| Italija                            | 1        |
| Japan                              | 2        |
| Kanada                             | 1        |
| Nizozemska                         | 6        |
| Norveška                           | 1        |
| Novi Zeland                        | 4        |
| Njemačka                           | 1        |
| Švedska                            | 1        |
| Švicarska                          | 1        |
| Ujedinjeno Kraljevstvo             | 1        |
| U.S. Billboard Hot 100             | 29       |
| U.S. Billboard Hot 100 Airplay     | 23       |
| U.S. Billboard Hot Dance Club Play | 1        |

| Država                 | Certifikacija |
| ---------------------- | ------------- |
| Australija             | Zlatna        |
| Austrija               | Zlatna        |
| Njemačka               | Zlatna        |
| Švedska                | Platinasta    |
| Švicarska              | Zlatna        |
| Ujedinjeno Kraljevstvo | Zlatna        |